# Manuel Uribe
Manuel Uribe Garza (Monterrey, 11 de junho de 1965 — Monterrey, 26 de maio de 2014) foi um  recordista de obesidade mexicano. Ficou famoso ao entrar para o Guinness World Records, como o homem mais pesado vivo na época. Após alcançar o peso aproximado de uma vaca adulta angus (597 kg) e sendo incapaz de sair de sua cama desde 2001, Uribe perdeu aproximadamente 180 kg (um terço do peso corporal) com a ajuda de médicos e nutricionistas, seguindo a chamada 'Dieta das Zonas'. Trabalhava consertando máquinas de escrever nos Estados Unidos e morava próximo a uma pizzaria, alimentando-se excessivamente, o que iniciou o processo de descontrole do peso.
Uribe, também apelidado de horrible, chamou a atenção mundial quando apareceu na rede de televisão Televisa em janeiro de 2006, suplicando por ajuda para perder peso. Recebeu e recusou ofertas de cirurgias gástricas na Itália. Em março de 2007, Uribe definiu uma meta de diminuir seu peso até atingir 120 kg. Ele também foi destacado em "O Homem Mais Pesado do Mundo", um documentário do Discovery Channel sobre sua vida e suas tentativas para perder peso. Em 26 de outubro de 2008, reduziu seu peso a 360 kg. Em 2011 Uribe já havia readquirido 83 kg.
Morreu  no dia 26 de maio de 2014 num hospital universitário em Monterrey, no Estado de Nuevo Léon, no México. Pesando 394 kg, estava internado desde o dia 2 de maio, após sofrer problemas cardíacos. A causa da morte de Uribe foi uma falha no funcionamento do fígado.

## Acompanhamento do peso
- 1965: Manuel Nasceu, com 3,4 kg
- 1984: 19 anos: 112,15 kg
- 1988: 23 anos: 142,7 kg
- 1990: 25 anos: 186,4 kg
- 1995: 30 anos: 223,48 kg
- 1996: 31 anos: após uma abdominoplastia, perdeu 82,89 kg, tornando-se seu peso 160 kg.
- 1999: 34 anos: o peso chegou a 500,2 kg em apenas três anos.
- 2000: 35 anos: 554,2 kg, passou por outra abdominoplastia, perdendo 72 kg.
- 2006: 41 anos: reduziu seus 599,7 kg1 para 552 kg, devido à dieta.
- 2007: 42 anos: perdeu 128,1 kg, chegando a 381 kg.
- 2008: 43 anos: Perdeu pouco menos de 12 kg, agora pesando cerca de 369 kg.
- 2011: 46 anos: 452 kg, ganhou 83 kg

1 Pico de seu peso.